# Говорухо-Отрок, Михаил Яковлевич
Михаил Яковлевич Говорухо-Отрок (1866, Таврово, Курская губерния — после 1919) — русский государственный и политический деятель. Офицер, помещик, один из лидеров курского монархического движения.

## Биография
Родился в 1866 году (по другим данным, в 1867) в дворянской семье, проживавшей в имении Таврово близ Белгорода.
Обучался в Полтавском кадетском корпусе и Николаевском инженерном училище, из которого в 1884 году вышел в 4-ю батарею 31-й артиллерийской бригады канониров. В 1886 году окончил Николаевское кавалерийское училище, откуда был выпущен корнетом в 36-й Ахтырский гусарский полк, а после перешёл в лейб-гвардии Кирасирский Его Величества полк. В том же году вышел в запас в чине поручика гвардии.
Поселившись в Таврове, женился и занялся общественной деятельностью. В 1890 году был назначен земским начальником одного из участков Белгородского уезда Курской губернии. В 1901 году был избран земским гласным, председателем Белгородской земской управы и почётным мировым судьёй. Одной из его заслуг стало устройство в 1903 году телефонной сети в Белгороде и Белгородском уезде.
В связи с обострением политической ситуации в стране в 1905 году, Михаил Яковлевич Говорухо-Отрок и граф В. Ф. Доррер организовали Курскую народную партию порядка, образовавшуюся из окружения Доррера, в которое входили такие люди как князь Н. Ф. Касаткин-Ростовский, Н. Е. Марков, Г. А. Шечков и другие. Он активно участвовал в деятельности партии, направленной на подавление революционных настроений в стране. В ответ на выпады либеральной прессы, записавшей его в «черносотенцы», он заявил в одном из номеров «Курской были»: «Нас вы называете черносотенцами. Пусть так, и мы не спорим против будто бы обидного названия — великих патриотов, освободивших страну от иноземного ига. Да, мы верим: простая, серая, чёрная Русь идет на спасение Великой и Малой и Белой России <…> но да не будет красной, республиканской России!».
В 1908 году он был избран председателем Курской губернской земской управы и назначен членом Совета по делам местного хозяйства при Министерстве внутренних дел. В 1909 году был избран членом Государственного совета от Курского губернского земского собрания, где присоединился к правой группе. Также в этом году его избрали членом Главного Совета Союза русского народа, а в 1910 году — членом Совета Русского собрания, коим он и являлся в Совет до 1912 года. Кроме того, Говорухо-Отрок участвовал в деятельности других правых объединений, в частности, состоял в числе членов-учредителей и членов правления Всероссийского Филаретовского общества народного образования, созданного В. М. Пуришкевичем, участвовал в съездах Объединённого дворянства, в 1912—1915 годах являлся членом его Постоянного Совета.
Перед революцией Говорухо-Отрок входил в кружок сенатора А. А. Римского-Корсакова и салон Б. В. Штюрмера. По свидетельству Н. А. Маклакова, он являлся автором текста двух записок, адресованных императору и содержавших программу спасения России от революционной угрозы.
О судьбе Говорухо-Отрока после Февральской революции известно мало. После октября он покинул Белгородский уезд, но вернулся, когда Белгород был занят Добровольческой армией. Через полгода он вновь покинул уезд в связи с отступлением белых. Исследователи, исходя из того факта, что его имя не фигурирует среди деятелей эмиграции, предполагают, что он остался в России и стал жертвой Красного террора.

## Семья
Был женат на дочери подпрапорщика Евгении Владимировне Павловой. Их дети:
- Михаил (1898—1967), корнет Отдельного корпуса пограничной стражи. Участвовал в Белом движении во ВСЮР и Русской армии в составе Нарвского гусарского эскадрона, ротмистр. В эмиграции во Франции, состоял в охране великого князя Владимира Кирилловича[1]/
- Борис (1901—1965), корнет 13-го гусарского Нарвского полка. В эмиграции во Франции[1]
- Яков (р. 1904), после революции репрессирован[2]
- Алексей (р. 1905)
- Евгения (р. 1899)